# Église San Tommaso a Capuana

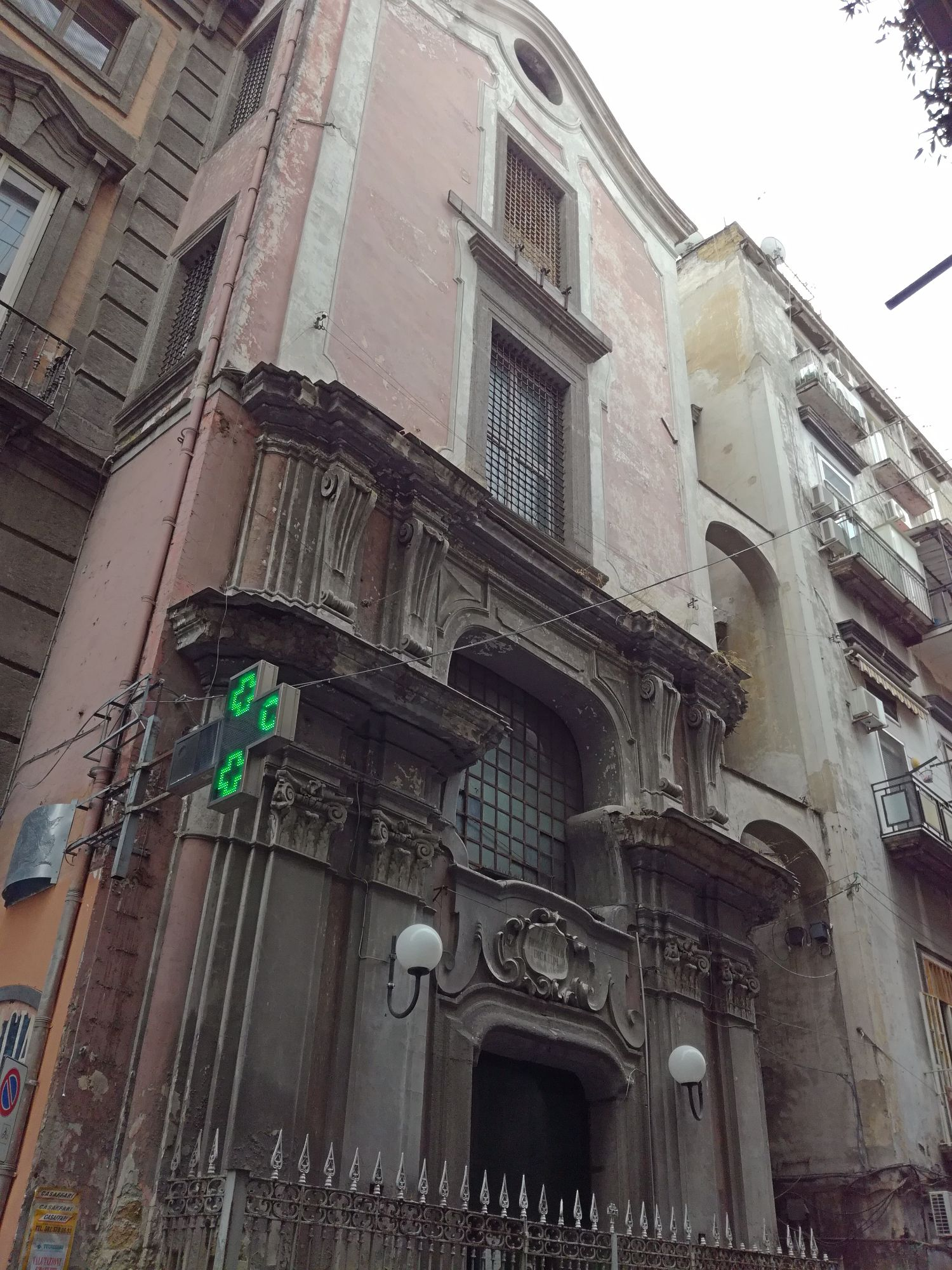
Façade de l'église.

L'église San Tommaso a Capuana (Saint-Thomas-de-Capuana) est une église du cœur historique de Naples située dans le quartier San Lorenzo, via dei Tribunali.

## Histoire et description
L'église, fondée au Moyen Âge, est cédée en 1176 aux bénédictins de Cava dei Tirreni. Elle est remaniée à maintes reprises au cours des siècles et prend son aspect actuel au XVIIIe siècle.
La façade baroque présente un certain intérêt architectural. Elle est ornée de lésènes et de volutes et éclairée par une grande fenêtre.
L'intérieur a été modernisé récemment, mais a conservé des panneaux de Giuseppe Bonito, Ludovico de Maio et d'un peintre inconnu du XVIe siècle. La contre-façade présente des anges du XVIIIe siècle.
Au lendemain du concile de Trente, l'église devient église paroissiale, jusqu'à ce que le siège de la paroisse soit transféré à l'église Santa Caterina a Formiello. L'église est aujourd'hui la possession de l'archiconfrérie du Saint Rosaire de Sainte-Catherine-de-Formiello et rarement ouverte au public.

## Source de la traduction
- (it) Cet article est partiellement ou en totalité issu de l’article de Wikipédia en italien intitulé « Chiesa di San Tommaso a Capuana » (voir la liste des auteurs).